# Hicham Najid
Hicham Najid (født 17. november 1991) er en dansk skuespiller der har medvirket i filmen Hold om mig fra 2010 og You & Me Forever fra 2012.